# Express Yourself
«Express Yourself» — песня американской певицы Мадонны из её четвёртого альбома Like a Prayer. Песня была выпущена в качестве второго сингла из альбома 9 мая 1989 года. В том же году песня появилась на сборнике лучших хитов The Immaculate Collection. Песня написана и спродюсирована в сотрудничестве со Стивеном Бреем. В песне прослеживается дух феминизма, Мадонна поёт о женских правах и возможностях.

## Музыкальное видео
Клип был снят в апреле 1989 года, режиссёром стал Дэвид Финчер, это была его первая совместная работа с Мадонной. Вдохновением для клипа стал немой фильм Фрица Ланга «Метрополис». Бюджет в 5 млн долларов сделал клип самым дорогим клипом в истории на то время.
- Режиссёр: Дэвид Финчер
- Продюсер: Грегг Файнберг
- Художник-постановщик: Вэнс Лоренцини
- Оператор-постановщик: Марк Пламмер
- Редактор: Скотт Честнат
- Компания-производитель: Propaganda Films

## Живые выступления
Впервые песня была исполнена в 1989 году на MTV Video Music Awards. Мадонна и две бэк-вокалистки Никки Харрис и Донна ДеЛори танцевали в стиле «Вогинг», ставшего впоследствии известным танцевальным стилем, отчасти благодаря её следующему хиту — «Vogue».
Постановка в Blond Ambition World Tour повторяет клип — Мадонна в коническом бюстгальтере и полуголые танцоры танцуют на фабрике. В начале песни играет отрывок из её первой песни — «Everybody».
В The Girlie Show World Tour Мадонна, Никки и Донна в афропариках, исполняют песню втроем в стиле семидесятых. В начале номера Мадонна спускается, сидя верхом на дискоболе, а в конце песня плавно переходит в следующую песню — «Deeper and Deeper».
В Re-Invention World Tour песня исполняется с военной тематикой.
Во время Sticky and Sweet Tour Мадонна опрашивала зрителей что спеть из старых хитов, «Express Yourself» была одной из самых востребованных песен.
В рамках The MDNA Tour певица во время исполнения песни спела строчку из композиции «Born This Way» Леди Гага, подчёркивая тем самым излишние сходства этой песни с Express Yourself.

## Список композиций
США 7" Винил-Сингл (Промо)
1. «Express Yourself» (7" Remix) — 4:35
2. «Express Yourself» (Remix/Edit) — 4:50

США 7" Винил-Сингл
1. «Express Yourself» (7" ремикс) — 4:35
2. «The Look of Love» (альбомная версия) — 4:00

US 7" Винил-Сингл «Back To Back Hits»
1. «Express Yourself» (7" ремикс) — 4:35
2. «Cherish» (Fade) — 4:03

США 12" Vinyl Maxi-Single
1. «Express Yourself» (Non-Stop Express Mix) — 7:57
2. «Express Yourself» (Stop & Go Dubs) — 10:49
3. «Express Yourself» (Local Mix) — 6:26
4. «The Look of Love» (альбомная версия) — 4:00

США 5" CD-сингл (Промо)
1. «Express Yourself» (7" Remix) — 4:35
2. «Express Yourself» (Remix/Edit) — 4:50
3. «Express Yourself» (Non-Stop Express Mix) — 7:57
4. «Express Yourself» (Local Mix) — 6:26

Бразилия 12" Макси-сингл (Промо)
1. «Express Yourself» (альбомная версия) — 4:37
2. «Express Yourself» (7" Remix) — 4:35
3. «Express Yourself» (Non-Stop Express Mix) — 7:57
4. «Express Yourself» (Stop & Go Dubs) — 10:49

Великобритания 3" CD-сингл
1. «Express Yourself» (Non Stop Express Mix) — 7:57
2. «Express Yourself» (Stop & Go Dubs) — 10:49

German 12" Винил Макси-сингл
1. «Express Yourself» (Non Stop Express Mix) — 7:57
2. «Express Yourself» (Stop & Go Dubs) — 10:49

Германия 5" CD-сингл (Re-Issued)
1. «Express Yourself» (Non Stop Express Mix) — 7:57
2. «Express Yourself» (Stop & Go Dubs) — 10:49

Япония 3" CD-сингл
1. «Express Yourself» (альбомная версия) — 4:37
2. «The Look of Love» (альбомная версия) — 4:00

## Чарты
| Чарт (1989)                                   | Наивысшая позиция |
| --------------------------------------------- | ----------------- |
| Австралийский ARIA Singles Chart              | 5                 |
| Austrian Singles Chart                        | 5                 |
| Бельгийский Фламандский VRT Top 30            | 2                 |
| Canadian Singles Chart                        | 1                 |
| Dutch Top 40                                  | 5                 |
| Eurochart Hot 100 Singles                     | 1                 |
| German Singles Chart                          | 3                 |
| Норвежский VG-lista Singles Chart             | 4                 |
| Irish Singles Chart                           | 3                 |
| Итальянский FIMI Singles Chart                | 1                 |
| Spanish Singles Chart                         | 3                 |
| Swedish Singles Chart                         | 3                 |
| Swiss Singles Chart                           | 1                 |
| UK Singles Chart                              | 5                 |
| Американский Billboard Hot 100                | 2                 |
| Американский Billboard Hot Adult Contemporary | 12                |
| Американский Billboard Hot Dance Club Play    | 1                 |